# Scarsick
Scarsick è il sesto album in studio della band progressive metal svedese Pain of Salvation, pubblicato il 22 gennaio 2007 dalla Inside Out Music.

## Descrizione
Questo disco rappresenta probabilmente l'opera più controversa del gruppo, che nei primi momenti ha diviso molti fan  per via di alcune particolari scelte stilistiche e per arrangiamenti apparentemente più scarni e semplici. La versione definitiva dell'album ha iniziato a circolare in rete tre mesi prima dell'uscita ufficiale, pertanto molti fan impazienti hanno potuto ascoltarlo e discuterne in netto anticipo. L'impazienza era dovuta soprattutto alle voci che sostenevano che il nuovo disco sarebbe stato il seguito di The Perfect Element Pt. I, annunciato più volte da Daniel, il quale sosteneva che si sarebbe avvalso dell'accompagnamento una vera orchestra. Quindi le aspettative dei fan, che si sarebbero probabilmente aspettati un disco pomposo come BE, non erano propense ad accogliere un disco come Scarsick.
In questo disco si può notare che la struttura e gli arrangiamenti dei brani siano molto meno articolati dei precedenti; le sezioni strumentali sono praticamente assenti, così come gli assoli di chitarra. Le prime due tracce, in particolare, colpiscono per un uso quasi eccessivo del parlato, che spostano le sonorità del gruppo, già precedentemente influenzate dal crossover, verso la soglia del nu metal, mentre gli intricati intrecci vocali tipici dei Pain of Salvation sono stati quasi abbandonati. La tesi ritenuta più attendibile è quella secondo la quale il gruppo avrebbe voluto realizzare un disco più "grezzo" come una sorta di ritorno alle origini, dopo il grande sfarzo di arrangiamenti e orchestrazioni di BE, ma anche per adattarsi a quello che è il tema di fondo dell'album: la rabbia di un uomo verso il mondo esterno, osservato attraverso i mass media.
I brani America e Disco Queen sono quelli che maggiormente hanno attirato le diffidenze di chi ha voluto vedere in Scarsick una svolta commerciale dei Pain Of Salvation.
America si basa su una melodia molto allegra, che non nasconde un'ispirazione all'omonima canzone del musical West Side Story. È apparentemente una canzone semplice, basata su pochi riff ripetuti, dal tono goliardico. Solo con il testo davanti, si può notare come il brano, in realtà, sia una ferocissima critica agli USA, nascosta in una canzone dal tono allegro. Nello svolgimento della concept, dove il protagonista, osserva il mondo attraverso la tv, il gruppo considera tale brano come una sorta di spot pubblicitario, dove ad un certo punto si può sentire la frase "we'll be back after a short break". La musica semplice e la melodia allegra attirano l'ascoltatore (sia l'ascoltatore del cd che il protagonista del concept) e gli entrano in testa, proprio come accade con uno spot ben riuscito, anche se poi il vero significato è ben diverso da quello che crede di percepire. È possibile che il fraintendimento della canzone da parte di molti fan sia un effetto che i Pain Of Salvation abbiano deliberatamente cercato di ottenere a sostegno della loro tesi.
Con Disco Queen la goliardia di "America" viene portata agli eccessi: il gruppo presenta un brano basato principalmente sui tempi in levare e le melodie della disco music, oltre che da un ritornello accompagnato da dei cori in falsetto. Paradossalmente la strofa è basata su un riff molto cupo e cantata con un tono di voce che la rendono una delle parti dell'intero disco più vicino ai "classici" POS. Inoltre, tra i cori in falsetto del ritornello, compaiono anche delle vere e proprie urla, che trasformano questa citazione della disco music in qualcosa di altro. Anche in questo caso, il testo aiuta a comprendere il motivo di questa scelta: il brano parla di quelle persone che vendono la propria immagine ai mass media. Viene utilizzata la scena di una discoteca, in cui alcuni personaggi cedono alle loro tentazioni, che vanno dai rapporti sessuali consumati in mezzo alla pista fino all'utilizzo di droga. Pertanto l'utilizzo di un genere commerciale (la disco music), lontanissimo dalle sonorità dei POS, è stato voluto dal gruppo per rappresentare il mondo del facile successo.
Nonostante le critiche, durante il tour di Scarsick, tale brano è stato utilizzato come chiusura della setlist; il pubblico ha lasciato da parte tutte le controversie accogliendo con divertimento tale canzone, durante la quale gli stessi componenti dei POS hanno messo da parte i toni cupi e intimisti, per sfoggiare un lato ironico: Johan Hallgren, durante l'esecuzione del brano, ha sfoggiato delle movenze alla John Travolta, mentre nel concerto milanese del 2007, il bassista Simon Andersson ha indossato una parrucca lanciatagli dal pubblico .
Un altro aspetto che sembra mostrare una cura approssimativa del disco è l'ultima traccia; mentre nei dischi precedenti l'aspetto conclusivo del concept era molto marcato, con il ritorno di molte melodie già sentite nel disco oppure con grandi intrecci vocali, Enter Rain è un brano meno elaborato, che lascia un senso di sospensione e non riesce a risolvere completamente tutte le tensioni accumulate durante l'ascolto, forse per poter lasciare aperto uno spiraglio verso la terza ed ultima parte della trilogia.
Tutti gli aspetti citati, nel momento in cui Daniel ha ufficializzato che Scarsick sarebbe stato il seguito di "The Perfect Element", hanno creato un forte senso di disappunto tra i fan; per molte settimane hanno circolato nei forum divertenti fotomontaggi in cui venivano ritratti dei personaggi famosi, piuttosto che animali, e la loro reazione isterica all'annuncio di Daniel.
Con l'uscita ufficiale del disco, e quindi con la presenza del booklet, sono comparsi altri aspetti che hanno partecipato alla comprensione di Scarsick. Innanzitutto si capisce che il disco riguarda il personaggio maschile di The Perfect Element, detto generalmente he (lui). Mentre i dischi precedenti erano divisi in tre parti, questo è diviso in due side, come a voler considerare il cd come se fosse un vinile o audiocassetta. Il side A, più sperimentale, riguarda il momento i cui he, costretto su una sedia a rotelle dal disco precedente, osserva il mondo attraverso la tv e ne rimane disgustato, pertanto anche i testi riguardano aspetti più materialisti e terreni. Il side B, invece, è più introspettivo, e vi è un ritorno alle sonorità più classiche del gruppo. Inoltre l'album fa intendere che la saga di "The Perfect Element" prevederà un terzo episodio, dedicato molto probabilmente a she, e in cui forse sarà presente l'orchestra.
Pertanto chi ha valutato Scarsick senza fermarsi esclusivamente all'aspetto musicale, crede che la netta separazione stilistica, rispetto al primo episodio, sia dovuta alle caratteristiche del personaggio protagonista (he) e potrà essere compresa completamente solo nel momento in cui la trilogia sarà completa.

## Tracce
1. Scarsick – 7:08
2. Spitfall – 7:17
3. Cribcaged – 5:56
4. America – 5:05
5. Disco Queen – 8:22
6. Kingdom of Loss – 6:41
7. Mrs. Modern Mother Mary – 4:14
8. Idiocracy – 7:04
9. Flame to the Moth – 5:58
10. Enter Rain – 10:03

Concept e testi di Daniel Gildenlöw.

## Formazione
- Daniel Gildenlöw - voce, chitarra, basso
- Fredrik Hermansson - tastiere
- Johan Hallgren - chitarra, cori
- Johan Langell - batteria, cori